# Паола Минеков
Паола Минеков е българска художничка живописец, работеща в Лондон.

## Биография и творчество
Паола Минеков е родена през 1979 г. в София в семейство на художници. През 1998 г. завършва Национално училище по изящни изкуства „Илия Петров“ в София. На 18 години заминава сама за Израел и в периода 1999 – 2000 г. специализира изящни изкуства в Институт „Авни“ в Тел Авив. През 2005 г. завършва с бакалавърска степен в Академия „Вилем де Кунинг“ в Ротердам. В Ротердам среща съпруга си, с когото се местят в Лондон.
В Лондон работи по мащабни публични проекти.

## Изложби
- The Dancers Series, City Tower, Лондон (2010)
- Hearhbeat: The Rhythm of Paola Minekov's Art, The Gallery at Carnegie Library, Лондон (2010)
- The Dancers Series, The Apothecary, Лондон (2011)
- Undercurrents, City Tower, Лондон (2011)
- Градски пейзажи, Институт на образованието, Лондон, Международна седмица на образованието и културата (2012)
- IOESU Centenary Exhibition, Институт на образованието, Лондон – Международна седмица на образованието и културата (2014)